# Sabine Promberger

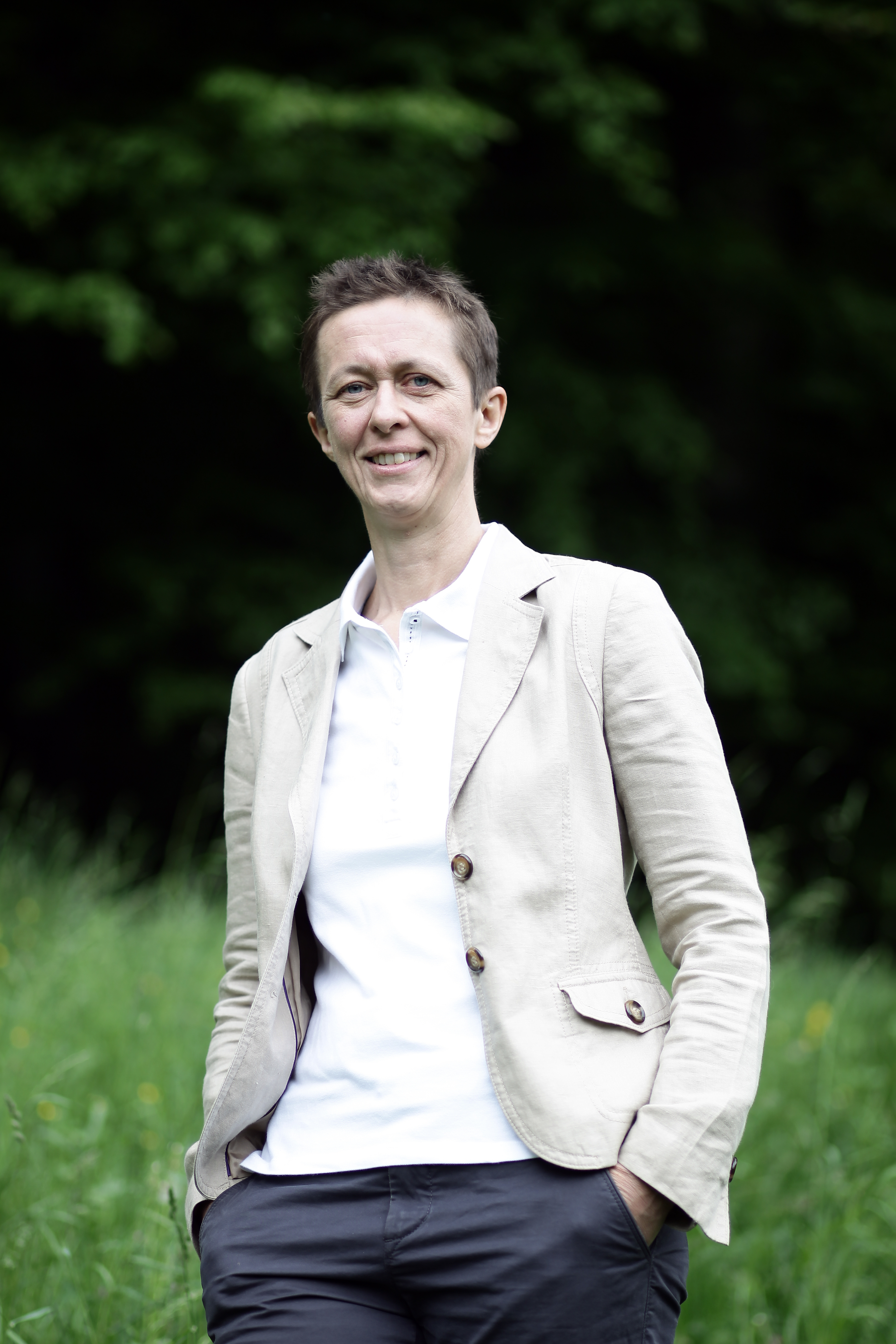
Sabine Promberger

Sabine Promberger (* 10. März 1969 in Bad Ischl) ist eine oberösterreichische Politikerin (SPÖ). Von September 2011 bis Oktober 2021 war sie Abgeordnete zum Oberösterreichischen Landtag, seit Juli 2021 ist sie Bürgermeisterin von Ebensee.

## Leben
Promberger wurde 1969 in Bad Ischl geboren. Nach der Matura in der Handelsakademie Bad Ischl arbeitete sie als Erwachsenenbildnerin im Bildungszentrum Salzkammergut.

## Politik
Promberger wurde 1993 Gemeinderätin in Ebensee. Ab 2009 war sie Vizebürgermeisterin. Im Juli 2021 wurde sie als Nachfolgerin von Markus Siller zur Bürgermeisterin gewählt. Außerdem ist Promberger Bezirksfrauenvorsitzende im Bezirk Gmunden. Am 29. September 2011 zog sie als Nachfolgerin von Arnold Schenner in den Oberösterreichischen Landtag ein. Sie ist Mitglied im Ausschuss für allgemeine innere Angelegenheiten, im Geschäftsordnungsausschuss und im Verfassungs-, Verwaltungs-, Immunitäts- und Unvereinbarkeitsausschuss. Nach der Landtagswahl im September 2021 schied Promberger aus dem Landtag aus.

## Auszeichnungen
- 2022: Silbernes Ehrenzeichen des Landes Oberösterreich[3]